# Jeyran (mujer de Nasereddín Sah Kayar)
Jeyran (en persa: جیران‎; nacida como Khadijeh Khanum Tajrishi, 1831-1860خدیجه خانم تجریشی)) fue la esposa más amada del sha persa Naser al-Din Shah Qajar. Conocida por su belleza y encanto, la historia de amor de Naser al-Din Shah por ella, se incorporó gradualmente en la cultura popular. Se convirtió en un símbolo del amor iraní y Nizami Ganjavi lo ha comparado con la historia de Cosroes y Shirin.

## Inicio de su vida
Jeyran nació en 1831 en la aldea de Tajrish cerca de Teherán: llamada "Khadijeh" era la hija de Mohammad Ali, un jardinero y carpintero. Además de una hermana, Jeyran tenía un hermano llamado Asadullah, quien después de su matrimonio con el Shah se convirtió en sirviente y luego en asesor especial de Nasser al-Din Shah.

## Como conoció a Naser al-Din Shah

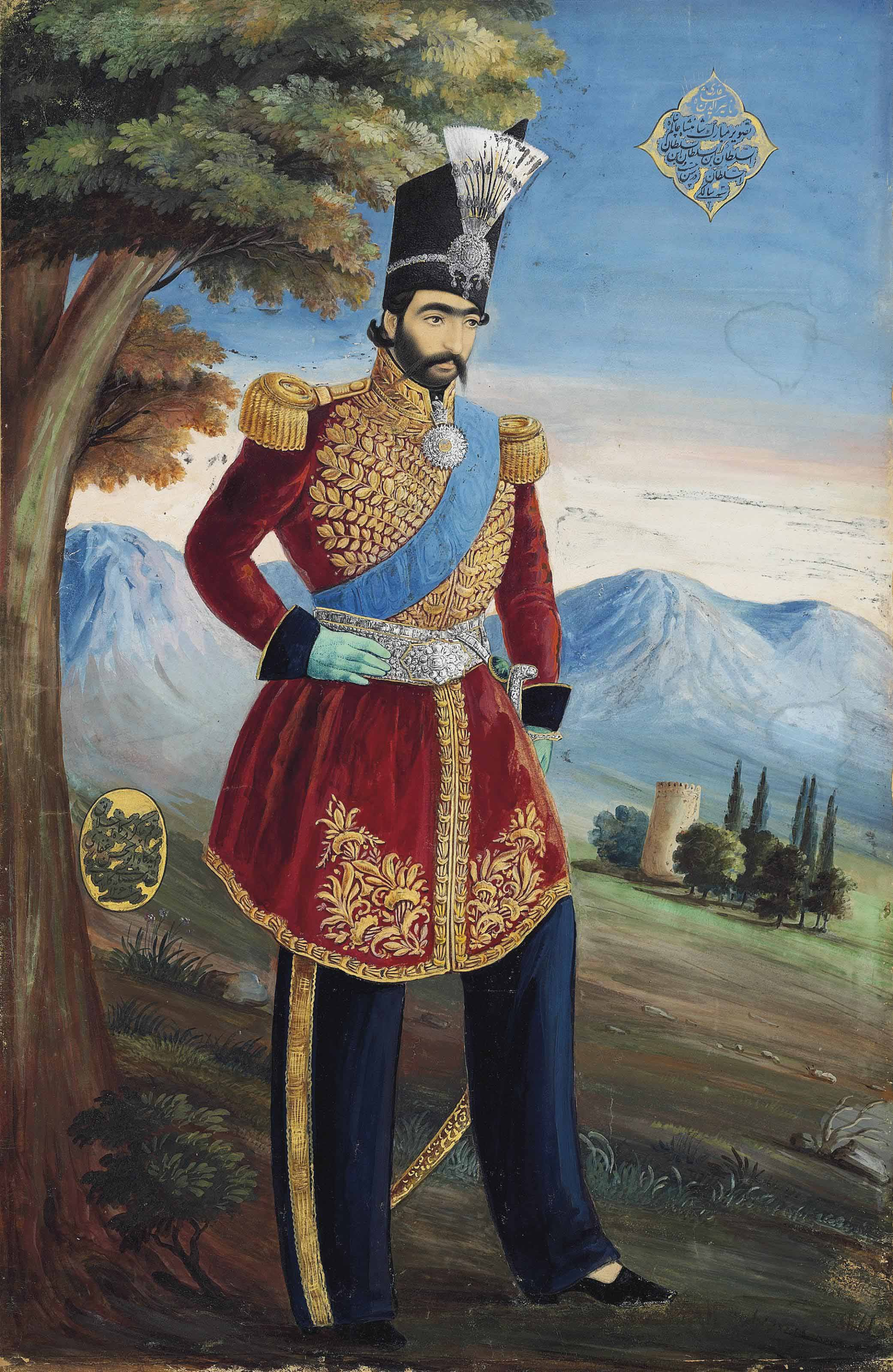
Naser al-Din Shah en 1852.

Hay diferentes opiniones sobre cómo se conocieron Naser al-Din Shah y Jeyran. Según el historiador moderno Abbas Amanat, Jeyran fue llevada al palacio real para aprender a cantar y bailar, y Naser al-Din Shah la vio entre las sirvientas de su madre Malek Jahan Khanom y se enamoró de inmediato de ella.
En sus memorias, Taghi Khan Daneshvar (Alam al-Sultan), el violinista personal del Shah, atribuyó su encuentro a uno de los viajes de caza del Shah al norte de Teherán. Escribió que Naser al-Din Shah estaba fascinado por su coraje y belleza.
En su libro, "De Forough Al-Dawlah a Anisa Al-Dawlah", Khosrow Motazed dice que el joven Naser al-Din Shah conoció a Jeyran durante uno de sus viajes a Shemiran, el lugar de veraneo de los reyes Qajar. Según él, en su primer encuentro, Jeyran no reconoció al Sha, y mientras estaba sentada en una morera y comiendo bayas, ella ignoró al Sha, considerándolo un extraño molesto, que hablaba con orgullo y arrogancia:

’…El rey la saludó lentamente. Esta fue la primera vez que el rey de reyes saludó a uno de sus súbditos 
 La chica lo miró con desprecio e indiferencia. Ella miró al rey y dijo: "Ve y déjame en paz ...  
 Ve, forastero, vete y piérdete ...", Naser Al-Din Shah le propuso matrimonio y así Jeyran se unió a las esposas del Shah.
.

Mones al-Dawla (dama de la corte de Anis al-Dawla) en sus memorias, también considera que Jeyran conoció al Shah en uno de sus viajes y cuenta una historia similar. Según ella, el Sha, que había conocido a un grupo de chicas bajo un árbol de bayas durante su salida, incluida Jeyran, fue seducido por sus ojos negros y envió a sus eunucos a preguntar su nombre y encontrar a su padre. Luego le propuso matrimonio y Jeyran dijo que sí.
Independientemente de qué cita tenga más autoridad, el punto importante es que el encuentro entre Nasser al-Din Shah y Jeyran fue un encuentro casual. Jeyran era una chica rural de una de las clases sociales más desfavorecidas. Naser al-Din Shah, a pesar de tener otras mujeres, experimentó el amor con Jeyran por primera vez, y su amor por ella alcanzó gradualmente el nivel de la locura; no podía soportar los momentos en los que se encontraba a gran distancia de su amada.

## Cualidades personales
Jeyran era hermosa, sencilla y le fascinaba la caza y la equitación. Llevaba botas y ropa de hombre mientras montaba, se envolvía la cabeza con el velo y montaba a caballo con agilidad. Le encantaba montar su caballo castaño, "Ahoo", yendo por las montañas y echando a volar a su halcón "Ghazal" tras la perdiz. En estos momentos un nutrido grupo de arqueros, guerreros y sirvientes se reunían a su alrededor, de modo que si alguien veía esta escena pensaría que se trataba de una partida de caza real. Después de casarse con Nasser al-Din Shah, el Sha la llamó "Jeyran" (que significa gacela) debido a sus grandes ojos.
La fascinación de Jeyran por la caza y el comportamiento audaz, a diferencia de las habituales mujeres recluidas con velo del harén, atraía la atención del rey. Según Abbas Amanat, "el apego del Sha a Jeyran era la rutina del amor ordinario en la era moderna y, a la inversa, la vida colectiva del harén era individual y privada."

## Amada y poderosa en la corte
En 1851, Nasser al-Din Shah se casó con Jeyran. En la ceremonia que se organizó con motivo de este matrimonio, Malik Jahan Khanom, la madre de Nasser al-Din Shah, no estuvo presente, lo que era signo de su oposición y enemistad con Jeyran. Un año después de que Jeyran se casara con Nasser al-Din Shah, nació su primer hijo, el sultán Mohammad Mirza, que murió ocho días después. Luego nació su segundo hijo, Mohammad Qasim Mirza, y desde ese día, el Sha le prestó más atención. Cuando Mohammad Qasim Mirza tenía cinco años, el Sha le otorgó el título de Amir Nezam y lo nombró comandante del ejército.
Después de la muerte del segundo príncipe heredero de Nasser al-Din Shah, Soltan Moin ed-Din Mirza, hijo de Taj al-Dawla, en octubre de 1856, Nasser al-Din Shah decidió nombrar a Muhammad Qasim como Príncipe heredero. Pero la no pertenencia al linaje Qajar de Jeyran impidió que se implementara esta decisión. Consciente de su posición, Jeyran intentó presionar a Mirza Aqa Khan Nuri. Colaboró con algunos cortesanos opuestos a Nuri, incluidos Mirza Yusuf Ashtiani y Aziz Khan Mokri. En junio de 1857, compilaron una lista de los crímenes de Mirza Agha Khan, y Jeyran presentó la lista al Shah. Después de este incidente, Nuri invitó a Jeyran a su jardín, Nizamieh, y le prometió que haría todo lo posible por el príncipe heredero Mohammad Qasim. Con el apoyo de Nuri a Jeyran, Malek Jahan Khanom, que era un serio oponente de Jeyran y Mohammad Qasim, se volvió contra Mirza Agha Khan.
Mirza Aga Khan entró en negociaciones con los representantes de los gobiernos ruso y británico para persuadirlos de que apoyaran a Mohammad Qasim Mirza como príncipe heredero. También pidió a Jakob Eduard Polak, un médico de la corte, que confirmara que Muzaffar al-Din Mirza, quien era considerado una elección legal para el príncipe heredero, era física y mentalmente débil y no merecía ascender al trono. La preparación de un linaje falso que vinculaba el linaje de Jeyran a los reyes ilkánidas y sasánidas fue otro paso para legitimar al príncipe heredero Mohammad Qasim Mirza. Finalmente, en septiembre de 1857, Mohammad Qasim fue proclamado oficialmente Príncipe Heredero. Poco después, Mohammad Qasim Mirza enfermó y la oposición hizo saber que Mirza Agha Khan había envenenado al príncipe heredero, lo que hizo que Jeyran y el Shah sospecharan nuevamente de Mirza Agha Khan. Preocupado por las conspiraciones de sus oponentes, Jeyran se negó a admitir la presencia de médicos junto a la cama de su hijo, y Mohammad Qasim Mirza murió apenas una semana después de convertirse en príncipe heredero. Naser al-Din Shah y Jeyran estaban tan conmovidos que, según Polak, "el rey no comió durante varios días debido al dolor."

## Muerte
Jeyran contrajo tuberculosis después de perder a sus cuatro hijos en la infancia, uno tras otro. Naser al-Din Shah iba junto a su cama varias veces al día durante varias horas y le administraba el medicamento con sus propias manos, pero su estado empeoró gradualmente y el tratamiento médico no ayudó. Jeyran murió un día de enero de 1860 mientras Naser al-Din Shah estaba sentado junto a su cama.

## Legado
Naser al-Din Shah vivió treinta años después de la muerte de Jeyran y, según muchas fuentes, no la olvidó por el resto de su vida. Según Dost Ali Moayeri, el Sha nunca dio el título de Jeyran y no permitió que nadie viviera en su mansión. A veces, iba solo a la antigua residencia de su esposa y pasaba un tiempo pensando en el pasado y viendo las pertenencias de Jeyran. Nasser al-Din Shah quería ser enterrado junto a Jeyran, y después de su asesinato en 1896, fue enterrado junto a ella. En la cultura popular del pueblo iraní, Jeyran y Nasser al-Din Shah se introdujeron como símbolo del amor y a menudo se los compara con Cosroes y Shirin. La razón por la que Naser al-Din Shah se refugió en su harén durante el resto de su vida también se considera el resultado de la muerte de Jeyran. Nasser al-Din Shah escribió poemas sobre Jeyran en los que elogió su belleza y lo dolorosa que fue su muerte.

## En la ficción
La serie de televisión de 2022 del director Hassan Fathi Jeyran, se basa en su vida.